# Terre-Natale
Terre-Natale és un antic municipi francès, situat al departament de l'Alt Marne i a la regió de Alsàcia - Xampanya-Ardenes - Lorena. L'any 2007 tenia 381 habitants. Des de 2012 està dividit entre els municipis de Chézeaux i de Varennes-sur-Amance.

## Demografia

### Població
El 2007 la població de fet de Terre-Natale era de 381 persones. Hi havia 180 famílies de les quals 68 eren unipersonals (28 homes vivint sols i 40 dones vivint soles), 64 parelles sense fills, 36 parelles amb fills i 12 famílies monoparentals amb fills.
La població ha evolucionat segons el següent gràfic:
Habitants censats

### Habitatges
El 2007 hi havia 291 habitatges, 191 eren l'habitatge principal de la família, 78 eren segones residències i 21 estaven desocupats. 278 eren cases i 12 eren apartaments. Dels 191 habitatges principals, 167 estaven ocupats pels seus propietaris, 15 estaven llogats i ocupats pels llogaters i 9 estaven cedits a títol gratuït; 9 tenien dues cambres, 25 en tenien tres, 55 en tenien quatre i 102 en tenien cinc o més. 135 habitatges disposaven pel capbaix d'una plaça de pàrquing. A 90 habitatges hi havia un automòbil i a 71 n'hi havia dos o més.

### Piràmide de població
La piràmide de població per edats i sexe el 2009 era:
| Homes | Edats   | Dones |
| ----- | ------- | ----- |
| 0     | 95 o +  | 0     |
| 0     | 90 a 94 | 8     |
| 8     | 85 a 89 | 8     |
| 8     | 80 a 84 | 4     |
| 4     | 75 a 79 | 12    |
| 8     | 70 a 74 | 24    |
| 32    | 65 a 69 | 8     |
| 8     | 60 a 64 | 24    |
| 16    | 55 a 59 | 8     |
| 8     | 50 a 54 | 16    |
| 20    | 45 a 49 | 24    |
| 4     | 40 a 44 | 12    |
| 16    | 35 a 39 | 4     |
| 4     | 30 a 34 | 12    |
| 12    | 25 a 29 | 12    |
| 16    | 20 a 24 | 16    |
| 12    | 15 a 19 | 12    |
| 4     | 10 a 14 | 20    |
| 8     | 5 a 9   | 8     |
| 4     | 0 a 4   | 4     |

## Economia
El 2007 la població en edat de treballar era de 220 persones, 153 eren actives i 67 eren inactives. De les 153 persones actives 134 estaven ocupades (67 homes i 67 dones) i 19 estaven aturades (10 homes i 9 dones). De les 67 persones inactives 35 estaven jubilades, 9 estaven estudiant i 23 estaven classificades com a «altres inactius».

### Ingressos
El 2009 a Terre-Natale hi havia 193 unitats fiscals que integraven 397 persones, la mediana anual d'ingressos fiscals per persona era de 17.242 €.

### Activitats econòmiques
Dels 16 establiments que hi havia el 2007, 1 era d'una empresa alimentària, 1 d'una empresa de fabricació d'altres productes industrials, 1 d'una empresa de construcció, 4 d'empreses de comerç i reparació d'automòbils, 3 d'empreses de transport, 1 d'una empresa d'hostatgeria i restauració, 1 d'una empresa d'informació i comunicació, 1 d'una empresa immobiliària, 2 d'empreses de serveis i 1 d'una entitat de l'administració pública.
Dels 7 establiments de servei als particulars que hi havia el 2009, 1 era una oficina d'administració d'Hisenda pública, 1 gendarmeria, 1 oficina de correu, 1 una oficina bancària, 1 taller de reparació d'automòbils i de material agrícola, 1 guixaire pintor i 1 restaurant.
L'únic establiment comercial que hi havia el 2009 era una fleca.
L'any 2000 a Terre-Natale hi havia 15 explotacions agrícoles que ocupaven un total de 602 hectàrees.

## Equipaments sanitaris i escolars
L'únic equipament sanitari que hi havia el 2009 era una farmàcia.
El 2009 hi havia una escola elemental.

## Poblacions més properes
El següent diagrama mostra les poblacions més properes.